# Joan Serret i Bruguera
Joan Serret i Bruguera   (Badalona, 31 de gener de 1899 - Badalona, 11 d'octubre de 1969) va ser un obrer i sindicalista català, destacat militant de la Confederació Nacional del Treball a Badalona.
Va néixer a Badalona el 31 de gener de 1899, fill de Ricard Serret i de Margarida Bruguera. Segons Joan Manent, era net per via materna de Pau Brugueras i Costa –també citat com Bruguera–, republicà federal en època de la Primera República (1873). Obrer que va estar vinculat a les societats corals de Clavé i al cooperativisme. Va ser militant de la Confederació Nacional del Treball (CNT), un dels membres de més prestigi del sindicat. Entre 1928 i 1929 va ser membre de la Confederació Regional del Treball de Catalunya, amb seu a Badalona, i el 1930 al comitè regional català de la CNT. El 1937 va ser nomenat administrador del sanatori antituberculós instal·lat a la cartoixa de Montalegre (Tiana), decomissada i posada a mans de l'Ajuntament de Badalona. Es va exiliar a França després de la Guerra Civil. Va tornar a Badalona el 1949, on va morir vint anys més, l'11 d'octubre de 1969 a la seva residència. El seu enterrament, al cementiri vell de la ciutat, va ser de caràcter civil i un acte molt concorregut, quelcom que demostra el seu prestigi i honradesa.